# 1420 هـ
1420 هـ هي سنة في التقويم الهجري امتدت مقابلةً في التقويم الميلادي بين سنتي 1999 و2000.

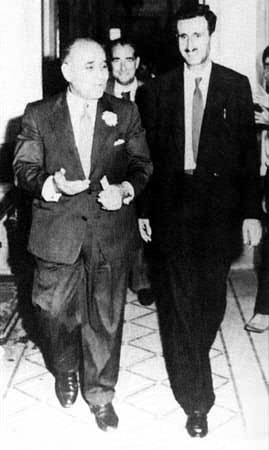
صائب سلام

## وفيات
- أنور أبو سحلي
- التيجاني هدام
- المهدي بن عبود
- حسام الدين مصطفى
- حسين المحضار
- سالم قدارة
- سعيد حمو
- شفيق جلال
- صائب سلام
- عبد الحسين زرين كوب
- عبد العزيز بن باز
- عدنان بركات
- عفت بنت محمد بن سعود الثنيان آل سعود
- محمد صلاح الدين كبارة
- محمد مصطفى بازامه
- محمود مهدي الإستانبولي
- أبو الحسن الندوي
- أيوب الخطيب
- السيد سابق
- عبد العزيز بن عبد الله بن عبد الرحمن بن باز
- علي الطنطاوي
- فيصل بن فهد بن عبد العزيز آل سعود
- محمد صلاح الدين كباره
- محمد ناصر الدين الألباني
- مصطفى الزرقا
- مناع بن خليل القطان
- عطية محمد سالم
- الحسن الثاني